# فيروس أبني
فيروس أبني (بالإنجليزية: Abney virus)‏ هو نمط أولي فيروسي ضمن جنس الفيروس التنفسي الطبيعي (النوع الثالث).